# Cal Parera
Cal Parera és un edifici de planta baixa i dos pisos del municipi d'Igualada (Anoia). Està protegit com a bé cultural d'interès local.

## Descripció
A la planta baixa s'hi troba l'única botiga de la ciutat que conserva les estructures típiques del segle xviii i principis del segle xix, així com una verge de talla en una capelleta. A l'interior de l'edifici hi ha un celler de volta, cups, una sala gran i un oratori. En la façana s'alternen finestra i balcó i s'acaba amb quatre ulls de bou que segueixen el ritme de les obertures. Els murs són pintats tot simulant carreus. Destaca el ràfec de la teulada amb bigues de fusta. Ocupa tot el cantó d'una illa de cases. És interessant el balcó en angle on es pot veure un lliri fet de forja. Avui encara es conserven els porticons per tancar la botiga.